# Daniel Nieto Vela
Daniel «Dani» Nieto Vela (Palma Nova, Mallorca, 4 de maig de 1991) és un futbolista professional mallorquí que juga d'extrem al club veneçolà Academia Anzoátegui.

## Trajectòria
L'equip de la seva infància va ser el Platges de Calvià, fins als 13 anys, quan va ser traspassat al RCD Mallorca. Durant aquest temps va ser la gran promesa del Reial Mallorca fins que el 2007 amb tan sols 16 anys fou fitxat pel RCD Espanyol. Debutà la temporada 2010/11 amb l'equip filial, marcant 15 gols i essent el pitxitxi de l'equip blanc i blau. El 30 de juny de 2011, l'Espanyol el va cedir per la temporada 2011-12 al Girona FC. Després rescindir contracte amb el RCD Espanyol a l'agost de 2012 es va fer oficial el seu fitxatge per l'AD Alcorcón. En la seva primera i única temporada amb el conjunt madrileny a Segona va disputar 22 partits de Lliga, un de sol com a titular, i va marcar cinc gols.
El juliol de 2013 l'AD Alcorcón va arribar a un acord amb el FC Barcelona per traspassar-lo a l'equip català, per formar part del FC Barcelona B.
El 31 de juliol de 2014 Nieto va signar contracte amb la SD Eibar, que havia ascendit a La Liga la temporada 2013-14;– el seu fitxatge, de 75,000 euros, fou el més car de la història del club. Va debutar a la competició el 30 d'agost, substituint Ander Capa al minut 62 en una derrota per 1–2 contra l'Atlètic de Madrid.
El 24 d'agost de 2015 Nieto va rescindir el contracte amb els Armeros. Dos dies després va signar amb l'Skoda Xanthi de la Superlliga grega de futbol.